# Chanson douce
Pour les articles homonymes, voir Chanson douce (homonymie).
Chanson douce est le deuxième roman de Leïla Slimani paru le 18 août 2016 aux éditions Gallimard. Il a obtenu, le 3 novembre 2016, le prix Goncourt dès le premier tour de scrutin. Elle est la douzième femme en cent-treize ans à remporter ce prix. Il a également remporté en 2017 le grand prix des lectrices de Elle dans la catégorie roman.

## Résumé
Le récit commence sur deux enfants en bas âge assassinés par Louise, leur nounou, et la découverte du crime par la mère. Le reste du récit est une analepse racontant l'histoire qui a abouti à ce crime. On y découvre la vie d'un couple parisien qui s'attache à une nounou plutôt gentille, mais au comportement un peu étrange.

## Inspiration
Le roman est largement inspiré de l'affaire Yoselyn Ortega, fait divers tragique qui s'est déroulé à New-York en 2012.

## Thèmes
Chanson Douce s’intéresse à la figure importante de la mère et à la notion de maternité en général. Le titre y réfère, renvoyant à la berceuse chantée à l’enfant par sa mère. Myriam et Louise incarnent deux figures de la maternité, en lien avec l’histoire de la condition de la femme, souvent liée à la condition de porteuse d’enfant (qui fait de cette fonction l’essentiel de sa vie). La femme naissait et évoluait dans le but de mettre au monde des enfants et de rester disponible pour les nourrir, les soigner et les éduquer le temps nécessaire. Les normes sociétales dictaient qu’être femme revenait à être mère, permettant aux hommes et à la société de créer un rapport de domination.
Le corps de Louise est invisibilisé, par sa condition de femme comme de nourrice. Les normes permettaient aux acteurs sociaux de s’approprier le corps des femmes et des enfants, thème ici repris. Louise est réduite à une figure sans corporalité face au couple bourgeois, par son niveau social comme du fait qu’elle n’est pas celle qui a donné naissance aux enfants qu’elle garde. Elle n’est ni mère biologique ni femme bourgeoise : son corps est nié car non maternel. 
Le roman traite donc de cette catégorisation de la femme comme mère, par la figure de Louise qui devient tout à la fois, en accord avec le rôle donné aux femmes par la société : mère-épouse-ménagère.

## Réception critique et ventes
Pour Nicolas Carreau (Europe 1), « c'est un livre qui se lit en apnée », et « c'est un grand roman ». Pour L'Express, il peut « se lire comme un livre implacable sur les rapports de domination et la misère sociale ». Pour Télérama, « [ce] n'est pas un [policier] pourtant, plutôt une fable tragique ». René Homier-Roy sur ICI Radio-Canada Première, témoigne du sentiment anxiogène qu'il a ressenti lors de la lecture de ce livre ; toutefois il qualifie l'œuvre littéraire d'exceptionnelle et de rafraîchissante dans le genre. Il conseille, à l'approche de Noël, de n'offrir ce livre qu'à des personnes mentalement stables, vu le propos.
Ce roman est considéré comme l'un des plus gros succès de librairie pour un prix Goncourt, avec plus de 500 000 exemplaires vendus l'année de sa parution, et un million d'exemplaires atteint, tous formats confondus, à la fin 2019. Le roman a été traduit dans quelque quarante langues, et fait partie de la liste des dix meilleurs livres de l’année 2018 du New York Times.

## Adaptation cinématographique
Le roman a été adapté au cinéma en 2019, dans un film homonyme réalisé par Lucie Borleteau et avec pour rôles-titres Karin Viard et Leila Bekhti.